# Ешмаково
Ешмаково (удм. Эшмак) — деревня в Юкаменском районе Удмуртии, входит в состав Юкаменского сельского поселения.

## География
Деревня расположена на высоте 186 м над уровнем моря.

### Часовой пояс
Деревня Ешмаково, как и вся Удмуртская Республика, находится в часовой зоне МСК+1. Смещение применяемого времени относительно UTC составляет +4:00.

## Население
| 2007 | 2010 | 2012 |
| ---- | ---- | ---- |
| 67   | ↗68  | ↗71  |

## Улицы
- ул. Дачная,
- ул. Логовая,
- ул. Школьная[5].